# قیساریه دریایی
قیساریه یا قیصریه دریایی (به لاتین: Caesarea Maritima) یا قیصریه فلسطین (به لاتین: Caesarea Palaestina) یک پارک ملی در خط ساحلی اسرائیل در نزدیکی روستای قیساریه است. شهر باستانی قیساریه و بندرگاه آن در ۲۵ تا ۱۳ پیش از میلاد توسط هیرود بزرگ ساخته شد. روستای امروزی قیساریه میان تل‌آویو و حیفا واقع شده و در کنار دریای مدیترانه قرار دارد. در قیساریه ده‌ها سال است که کاوش‌های باستان‌شناسی انجام می‌شود و کشف‌های زیادی در آن شده که گردشگران زیادی را به خود جلب می‌کند.

## نگارخانه

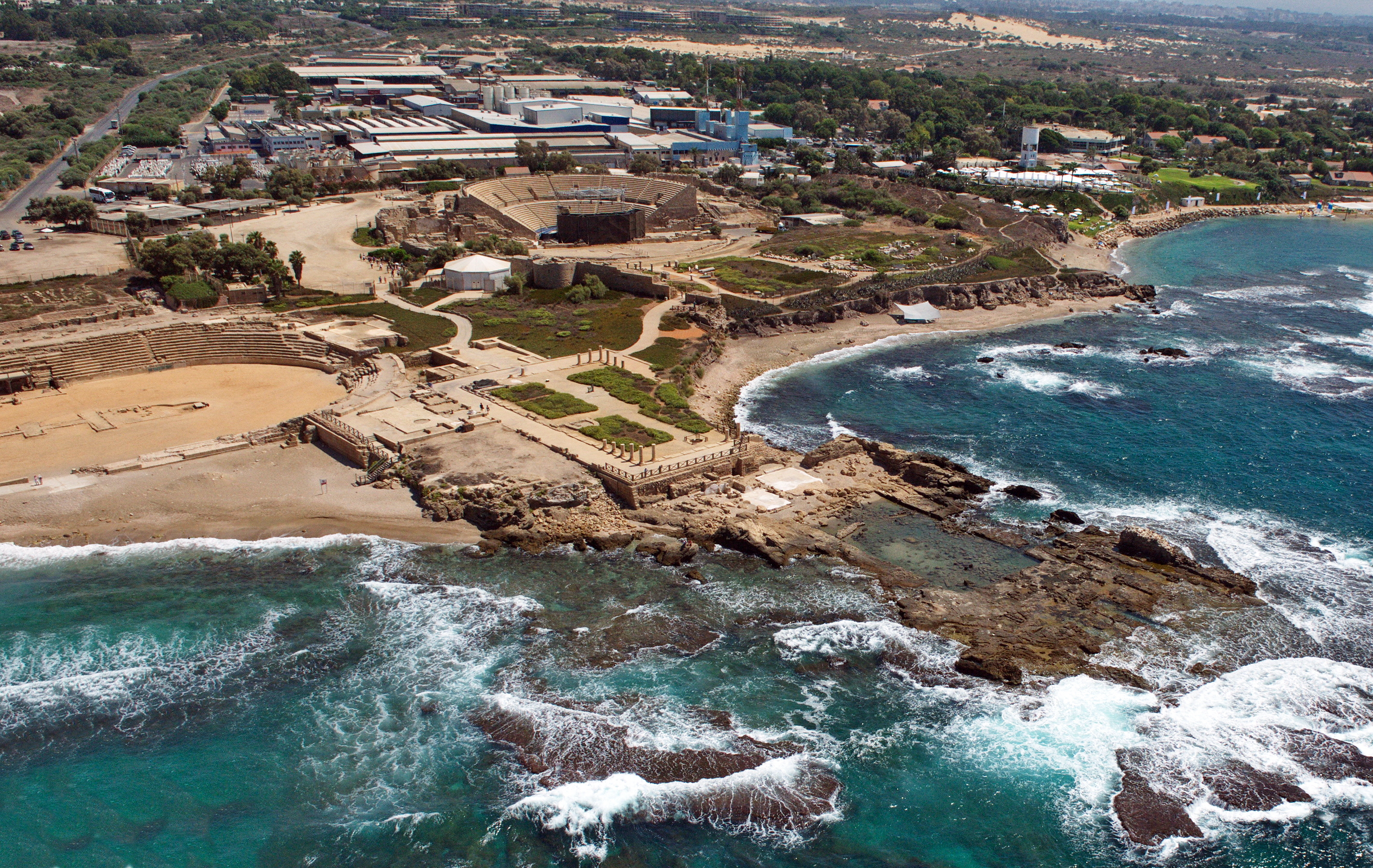
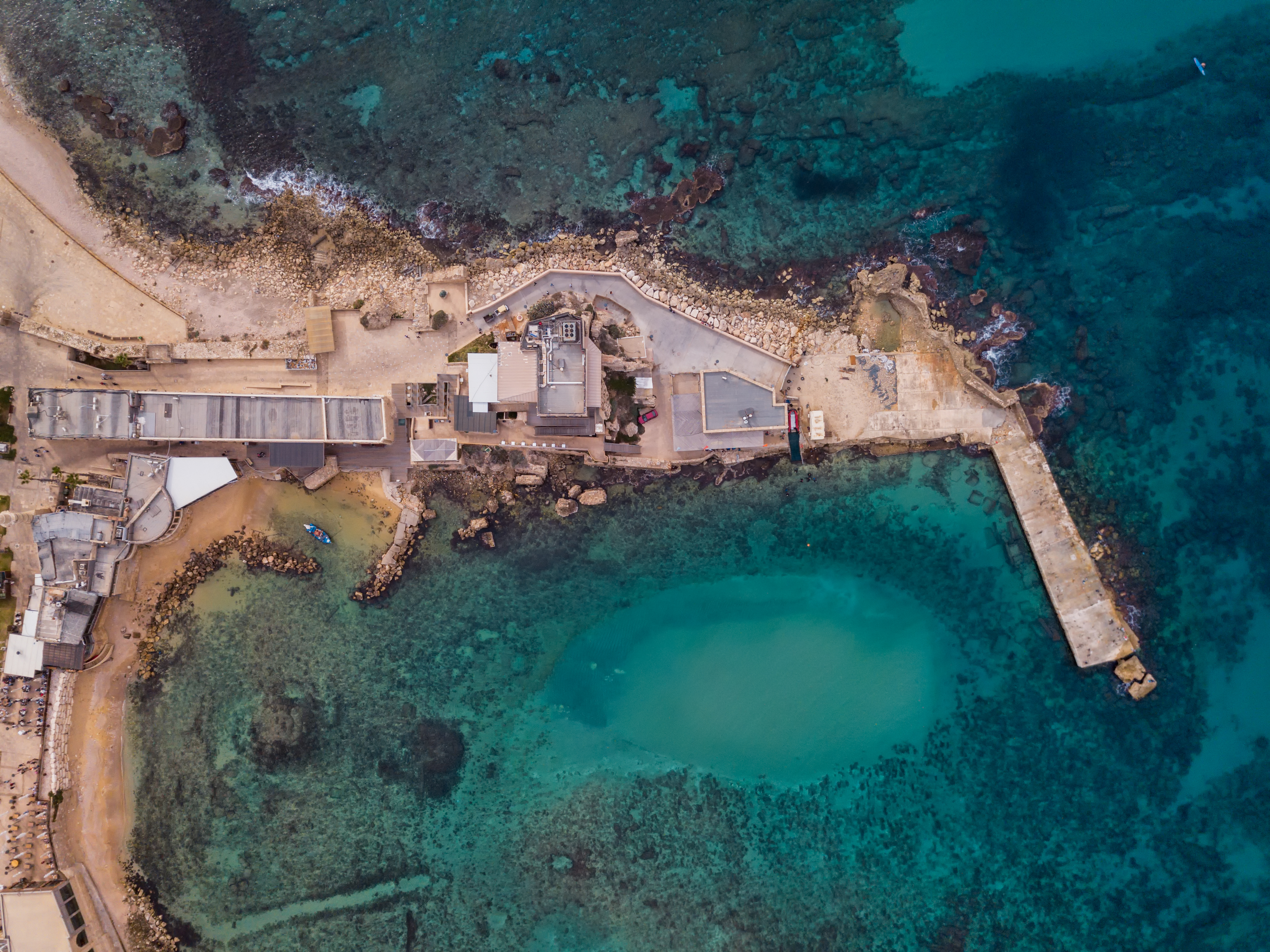

## تاریخ
ناصر خسرو در سال ۴۳۸ هجری در سفرنامه‌ی خود می‌نویسد:
و از آن جا به شهری رسیدیم و آن را قیساریه خوانند و از عکه تا آن جا هفت فرسنگ بود. شهری نیکو با آب روان و نخلستان و درختان نارنج و باروی حصین و دری آهنین و چشمه‌های آب روان. در شهر مسجد آدینه‌ای نیکو٬ چنان که چون در ساحتِ مسجد نشسته باشند تماشا و تفرج دریا کنند. و خُمی رخامین آن جا بود که همچو سفال چینی آن را تنُک کرده بودند چنان که صد من آب در آن گنجد،